# Sherwood (Ohio)
|  | Per a altres significats, vegeu «Sherwood (Comtat de Defiance)». |

Sherwood és una concentració de població designada pel cens dels Estats Units a l'estat d'Ohio. Segons el cens del 2000 tenia 3.907 habitants.

## Demografia
Segons el cens del 2000, Sherwood tenia 3.907 habitants, 1.348 habitatges, i 1.129 famílies. La densitat de població era de 1.359 habitants/km².
Dels 1.348 habitatges en un 45,9% hi vivien nens de menys de 18 anys, en un 73,4% hi vivien parelles casades, en un 7,5% dones solteres, i en un 16,2% no eren unitats familiars. En el 14,1% dels habitatges hi vivien persones soles el 6,1% de les quals corresponia a persones de 65 anys o més que vivien soles. El nombre mitjà de persones vivint en cada habitatge era de 2,9 i el nombre mitjà de persones que vivien en cada família era de 3,21.
Per edats la població es repartia de la següent manera: un 31,1% tenia menys de 18 anys, un 5,4% entre 18 i 24, un 27,9% entre 25 i 44, un 24,3% de 45 a 60 i un 11,2% 65 anys o més.
L'edat mediana era de 37 anys. Per cada 100 dones de 18 o més anys hi havia 93,4 homes.
La renda mediana per habitatge era de 71.127 $ i la renda mediana per família de 77.816 $. Els homes tenien una renda mediana de 53.393 $ mentre que les dones 33.194 $. La renda per capita de la població era de 27.965 $. Aproximadament el 0,5% de les famílies i l'1,5% de la població estaven per davall del llindar de pobresa.

## Poblacions properes
El següent diagrama mostra les poblacions més properes.